# 呂聖宗
呂聖宗（？—？），安徽貴池人，清朝政治人物。舉人出身。
乾隆五十六年六月，接替许堃。擔任江蘇荆溪縣知縣。后由徐鑒接任。1806年（嘉慶11年）接替程文炘，於台灣台北地區擔任台灣府淡水廳新莊縣丞一職（議敘），是大台北地區的地方父母官。